# Љутовид
Љутовид (лат. Lutovid, Lotavitius, Litouitius) је био кнез Захумља и стратег Србије из прве половине 11. века. Помиње се у три познија извора. У две исправе које слове као латински преводи несачуване изворне повеље из 1039. године, Љутовид се помиње као носилац византијских титула протоспатра и ипата, односно као владар Захумља и стратег византијске теме Србије. У познијем Летопису попа Дукљанина, Љутовид се поводом ратних збивања из 1042. године помиње као захумски кнез (лат. princeps) и врховни војни заповедник у областима Захумља, Босне и Рашке. Поменути извори указују на постојање добрих односа између Љутовида и Византије, као и на његово учешће у борбама против кнеза Стефана Војислава који се одметнуо од византијске власти.

## Претпоставке
Поменути подаци о Љутовиду различито су тумачени и вредновани у историографији, у зависности од односа појединих истраживача према питању о аутентичности позних латинских превода несачуване повеље из 1039. године и веродостојности података из позног Летописа попа Дукљанина о збивањима из 1042. године.
Истраживачи који поклањају поверење поменутим изворима сматрају да је Љутовид био српски кнез Захумља, који је током прве половне 11. века био у добрим односима са Византијом. Тим поводом се указује на значај изворних византијских титула (протоспатар, ипат, стратег) које су поменуте у латинским преводима несачуване повеље из 1039. године, што се сматра значајним дипломатичким елементом, који иде у прилог аутентичности тих извора или њихових предложака.
Током ратних збивања из 1042. године, од византијског цара је добио поклон у злату, за подршку против кнеза Стефана Војислава. Војску је повео са северозапада, наступајући из Захумља ка Травунији, али је упао у заседу код Клобука. Ту га је један од Bојиславових ратника погодио и ранио, али је Љутовид ипак побегао, са својом војском, нако чега је Војислав учврстио власт у Травунији.
Према списима који слове као латински преписи изворних повеља из 1039. и 1151. године, Љутовид је локрумским бенедиктинцима доделио поседе у Бабином Пољу на острву Мљету (данашња Хрватска). Том приликом, Љутовид је изјавио да нико, нити грађанин Дубровника или Стона, нити Латин или Словен, не сме угрозити додељени посед.

## Извори и литература